# Alanie
Alanie, nazývána také jako Alanská říše, bylo středověké království íránských Alanů (původních Osetů) na severozápadním Kavkazu vzniklé v 8. či 9. století a bylo zničeno v letech 1238–1240 mongolskou invazí. Významné bylo především kontrolou Darialské soutěsky, kterou vedla hedvábná stezka. Hlavním městem byl Magaš.

## Historie

### Původ Alanů
Alani původně byli skupinou Sarmatů mluvící íránskými dialekty, jež byla rozdělena hunským vpádem na dvě skupiny. Kavkazští Alani (také nazývaní východní Alani) osídlili stepi severního Kavkazu a předhůří Velkého Kavkazu od pramenů Kubáně na západě po Darialskou soutěsku na východě.

### Království

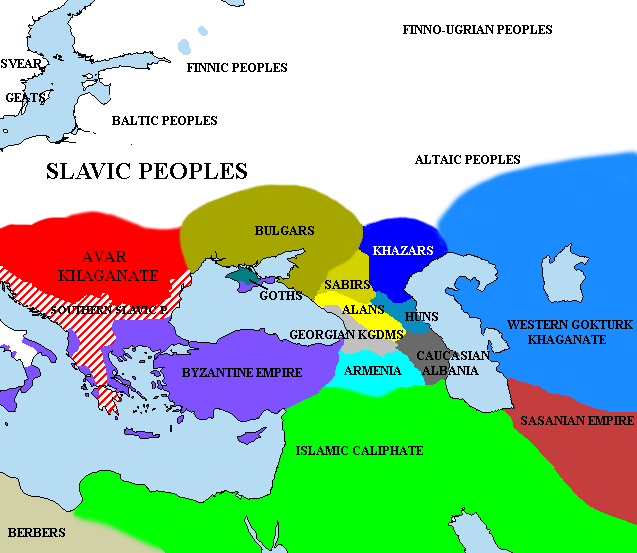
Poloha Alanů kolem roku 650 n. l.

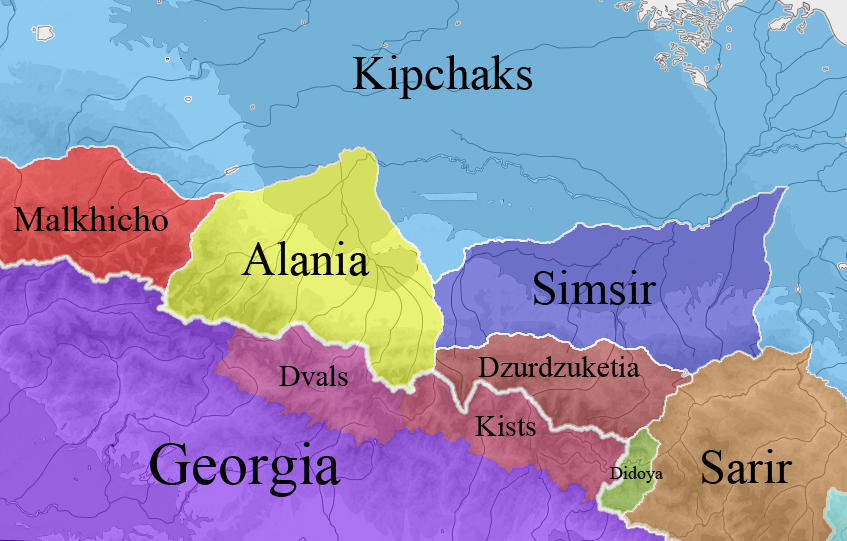
Mapa ukazující polohu Alanie, přibližně 1124 n. l.

Alanie sloužila jako nárazníkový stát v byzantsko-arabských válkách a chazarsko-arabských válkách během 8. století. Theofan Vyznavač detailně popisuje důvody mise Leona III. Syrského na počátku 8. století, jenž byl vyslán císařem Justiniánem II. Úkolem Leona bylo uplatit alanského vůdce Itaxa do zrušení jeho „dávného přátelství“ s královstvím Abcházie, jež se stalo spojencem chalífy Al-Valída I. Noví spojenci Byzance byli roku 717 napadeni Umarem II., ale roku 722 Alani s pomocí Chazarů arabské síly porazili. Neustálé vpády Arabů vedly Alany k uzavření spojenectví s Chazarskou říší a uznání její dominance. V 9. století Chazary podporovali proti Byzanci, v té době mnoho Alanů také přijalo judaismus. Na počátku 10. století se obnovil vliv Byzance, která Alanii zapojila do války proti Chazarům. Bojový neúspěch Alanů vedl k podřízení se zpět pod Chazarskou moc, jež trvalo do 60. let 10. století, kdy kaganát padl.

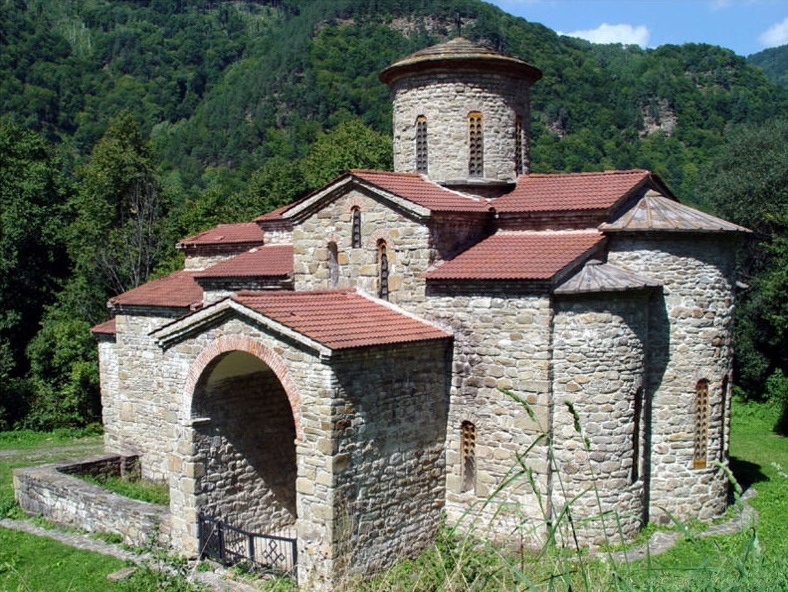
Jeden ze tří dochovaných alanských kostelů

Po pádu Chazarska rukou Svjatoslava I. vytvářela Alanie spojenectví s Byzancí a různými gruzínskými vládci proti útokům kočovných Pečeněhů a Polovců. Během 12. a 13. století pokračuje sbližování s Gruzií a christianizace. Společně bojovali proti muslimům a roku 1188 si alanský kníže David Soslan vzal královnu Tamaru Gruzínskou. Alanské princezny si také často braly byzantské a ruské vládce. 

### Zánik Alanie
Na počátku 30. let 13. století Alanie padla pod tíhou mongolských nájezdníků. Dokončení zkázy přinesla invaze Tamerlána ve 14. století. Alané, již ustoupili do hor, dali základ Osetům, jiní byli turkizováni a další část společně s Polovci táhla do východní Evropy a byla Rusy nazývána Jassové. Poslední část Alanů se přidala k mongolské hordě.